# 小谷美裕
小谷 美裕（おたに みゆ、1981年8月3日 - ）は東京都中野区出身の女優。血液型AB型。元Kreiに所属。

## 来歴
- 3歳よりキッズモデルとして活躍し[3]、小学5年生〜中学3年生まではピチレモンのモデルとして表紙を飾っていた[4][5][6]。高校入学後、モデル事務所から芸能事務所に移籍し、女優に転向。
- 1997年『D×D』（日本テレビ）でドラマデビュー。
- 『美少女H』は高校生の頃に、約1年出演した[7]。美少女H出演当時は小悪魔的キャラクターで露出していたが、最近は清楚でナチュラルなキャラクターに映る。
- 2009年10月をもって所属事務所を辞めフリーになり活動を小劇場の舞台出演のみに制限。2013年6月より事務所Krei[8]に所属していたが（2018年までは所属していたと見られる[9]）、2021年5月現在、事務所のホームページには掲載されていない[10]。
- 2009年4月24日、ロックバンド「DOPING PANDA」のドラムのHAYATOと入籍。
- その後離婚。
- 2018年2月1１日に再婚[11]。
- 2018年6月7日、第1子の女児を出産[12][13]。
- 2020年4月27日、第2子の男児を出産[14][15]。

## 人物

### 趣味・特技
- 3歳から高校受験の時期までバレエを習っていた[3][16]。
- 「A.B.C-Z」のファン[17]で、コンサートやテレビ番組をチェックする[18][19][20]。
- お笑いが好きで、アルコ&ピースのファン[21]。

### エピソード
- ホリプロスカウトキャラバンにエントリーしないかと誘われたことがあったり、高校卒業後にカナダに住む叔父から、留学をしないかと勧められたが断っている[22]。

## 出演

### テレビドラマ
- D×D（ 1997年、日本テレビ）- 第9話ゲスト
- LOVE&PEACE（1998年、日本テレビ） - 第4話ゲスト
- 美少女H（1998年、フジテレビ）- 第4話『Pillow Talk』主演　-第14話『夏の百合』第17話『海とリンゴ』special『Juliet'98』
- 美少女H2（1998年-1999年、フジテレビ）- 第5話『MOONY NIGHT」主演　- 第1話『秋夜のシンデレラ』第16話『ソーダマシン』第17回『最後のデート』最終回スペシャル『卒業旅行』
- 君といた未来のために～I'll be back～（ 1999年、日本テレビ）- 第1話
- リップスティック（1999年、フジテレビ）- 第2話ゲスト
- モナリザの微笑（2000年、フジテレビ）- 第9話
- ココだけの話（2001年、テレビ朝日） - 第7回第3話『ガレージ』
- 百獣戦隊ガオレンジャー（2001年、テレビ朝日）- 第6話ゲスト、OL役
- たのしい幼稚園（2001年、TBS）
- ガールミーツガール（2005年、BSフジ) 脚本・演出：ケラリーノ・サンドロヴィッチ - レギュラー 大谷みゆ役
- タクシードライバーの推理日誌22（2006年、テレビ朝日）
- ナオミとカナコ（2016年、フジテレビ）- 第4話

### 映画
- GTO（1999年、鈴木雅之監督、東映）
- 17才（2003年、木下ほうか監督、スローラーナー）
- 僕とナオ（2003年、猪俣ユキ監督）
- 炬燵猫（2007年、小川王子監督、SALAMANDRA PICTURES）-主演シト役

### 舞台
- 美少女戦士セーラームーン (1998年、サンシャイン劇場) - 愛野美奈子/セーラーヴィーナス役
- 少しだけ、息を止めてみる（2008年8/20-8/25、演劇ユニット年年有魚公演、新宿眼科画廊）
- 対岸の花火（2010年8/20-8/24、演劇ユニット年年有魚公演、下北沢OFF・OFFシアター）
- your little smile（2011年6/10-6/15、演劇ユニット年年有魚企画公演 talk show#1、新宿眼科画廊）
- ささやく君のくちびる（2011年11/18-11/23、演劇ユニット年年有魚公演、新宿眼科画廊）
- 春風（2012年3/22-3/25、演劇ユニット年年有魚公演、下北沢駅前劇場）
- Baggage Claim（2012年10/4-10/9、演劇ユニット年年有魚企画公演 talk show#2 年年有魚＋海ガメのゴサン＋ベイビーズ・ゲリラ合同公演、東中野RAFT）
- DOLLY ～Faure:Dolly,OP56～（2013年4/12-4/21、演劇ユニット年年有魚公演、東中野RAFT）
- 花の散りぎわ（2013年8/28-9/1、演劇ユニット年年有魚公演、下北沢駅前劇場）

### CM
- XING K－1リベンジ（1997年）
- UHA味覚糖 カラセラ（1998年）
- ネピア リフレッシュレット（2000年）
- 日本コカ・コーラ コカ・コーラ「モーリスグリーン篇」（2000年）
- 全薬工業 カタセD錠（2000年）
- JAL JAL'sY（2001年）
- k-opti.com  eoホームファイバー（2004年）
- 大正製薬 メディトリート「メディートのナビゲート篇」（2008年）
- ニチイ学館「ホームヘルパー2級篇」（2009年）
- 大正製薬 メディトリート・メディトリートクリーム「一緒に治そう篇」（2009年）
- セブンイレブン 「チルド弁当篇」（2013年）
- 月桂冠 糖質ゼロ冷酒 「夫婦篇」「パーティー篇」（2013年）
- セシール 「3Dブラ背中すっきり・サロン篇」「スマートニットジーンズ・サロン篇」（2013年）
- パナソニック Wonders! by Panasonic「Wonder始動篇」（2014年）
- k-opti.com  オフィスeo光「広がってるんです篇」「電話代見直し篇」（2014年）
- 山田屋 ブラなび＋「よりそうカウンター篇①〜⑥」（2015年）
- 山田屋 ブラなび＋「福袋プラン2016篇」（2016年）

### 広告
- 東芝 TU-KA携帯（2000年）
- チェスコム秘書センター（2001年）
- JAL（2001年）
- 三菱 DoCoMo携帯（2002年）
- NIKE（2002年）
- JTB（2002年）
- ケイ・オプティコム（2004年）
- ダイハツ「mira」カタログ（2004年）
- ニチイ学館「ホームヘルパー2級」（2009年）

### その他
- ワイルドブルーヨコハマキャンペーンガール 「Miss JABAN!」
（小谷美裕、才谷ゆきこ、佐藤ゆりな、細野由華）（2001年）
- インターネット番組「Girl's Station」司会 （2001年-2002年）
- グラビアの美少女（MONDO21）

### 写真集
- Miss JABAN!～WILDに行こう!（ケイエスエス、2001年7月2日）
- skin（2002年、橋本雅司撮影、竹書房）

### DVD
- idol beams2001（小谷美裕、押切もえ、梨和舞）（2001年、BMGファンハウス）
- Me You（2002年、TDKコア）